# Literatur und Kritik
Literatur und Kritik (en español: Literatura y crítica) es unas revista literaria austríaca fundada en abril de 1966 por los autores Rudolf Henz, Gerhard Fritsch y Paul Kruntorad, y es la sucesora de la revista Wort in der Zeit (La palabra en el tiempo), la cual estuvo activa desde 1955.

## Perfil
La revista abrió sus puertas a la literatura "más joven", así como a la literatura de los países de Europa del este. Desde su fundación, Literatur und Kritik ha sido publicada por Otto Müller Verlag en Salzburgo en cinco números dobles al año. La tirada es de 4000 copias.
Jeannie Ebner y luego Kurt Klinger asumieron la dirección de la revista. En 1991 Karl-Markus Gauß se hizo cargo y reorganizó el diseño. Entre otras cosas, introdujo una nueva sección de cartas culturales, que presenta ensayos y series sobre temas culturales e históricos. Destaca la información sobre la literatura centroeuropea y es de interés para una nueva generación de autores.
La edición del 40.º aniversario presenta un panorama de los textos impresos durante los primeros 25 años, por ejemplo los de Ilse Aichinger, Ingeborg Bachmann, Italo Calvino, Elias Canetti, Paul Celan, Erich Fried, Alfred Gesswein, Peter Henisch, Friederike Mayröcker, Robert Menasse, Peter Rosei, Peter Turrini y Czeslaw Milosz.

## Informes
La mayoría de los números de Literatur und Kritik se compone de informes sobre temas seleccionados o sobre la literatura de un país específico, por ejemplo, Moldavia, literatura soraba, Portugal, Ucrania, literatura occitana y yiddish.

## Cartas culturales
Esta sección está diseñada e introducida por Karl-Markus Gauß. Presenta ensayos y series sobre temas culturales. Cada año Literatur und Kritik publica entre dos y tres docenas de cartas culturales de este tipo. Muchos autores de habla alemana ya han publicado cartas culturales, por ejemplo Beppo Beyerl, Max Blaeulich, Manfred Chobot, Klaus Ebner, Leopold Federmair, Andrea Grill, Drago Jančar, Michael Scharang, Wolfgang Sréter, Daniela Strigl, Christian Teissl y Manfred Wieninger.

## Poesía
Desde 2005, en el primer número del año se han publicado poemas inéditos. Los editores pretenden documentar los diferentes desarrollos de la poesía contemporánea.